# Béville-le-Comte
Béville-le-Comte ist eine französische Gemeinde mit 1.693 Einwohnern (Stand: 1. Januar 2022) im Département Eure-et-Loir in der Region Centre-Val de Loire; sie gehört zum Arrondissement Chartres und zum Kanton Auneau.

## Geographie
Béville-le-Comte liegt etwa 16 Kilometer östlich von Chartres. Die Voise begrenzt die Gemeinde im Osten.

### Nachbargemeinden
Umgeben wird Béville-le-Comte von den Nachbargemeinden Oinville-sous-Auneau im Norden, Auneau-Bleury-Saint-Symphorien im Nordosten, Roinville im Osten, Saint-Léger-des-Aubées im Südosten, Voise im Süden, Francourville im Süden und Südwesten, Houville-la-Branche im Westen sowie Umpeau im Nordwesten.

## Bevölkerung
| Jahr      | 1962 | 1968 | 1975 | 1982 | 1990 | 1999 | 2006 | 2018 |
| Einwohner | 758  | 840  | 949  | 1093 | 1210 | 1335 | 1393 | 1665 |

## Sehenswürdigkeiten
- Romanische Pfarrkirche Saint-Martin
- Rathaus, Ende des 19. Jahrhunderts erbaut
- Schloss Baronville aus dem 17. Jahrhundert, Monument historique seit 1985

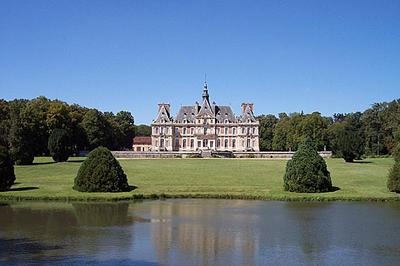
Schloss Baronville